# キクロプス目
キクロプス目（キクロプスもく、Cyclopoida）は、カイアシ亜綱に分類される目。別名ケンミジンコ目、イカリムシ目。多くは体長1ミリメートル程度の微小な甲殻類。外洋から沿岸、深海、汽水、河川、湖、池など幅広く生息する。プランクトンとして自由生活する種が多いが、大半がイカリムシやホヤノシラミ、ホタテエラカザリなど寄生性の種である。寄生性の種の多くは、カイアシ類の体制を保っていない。4亜目に細分され、「ケンミジンコ」という名で呼ばれる種は、このうちエルガシルス亜目を除く分類群である。

## 形態
ここでは、自由生活性の種についての形態をあげる。寄生性の種は、最終脱皮（final molt）後の成体になったときに、宿主に適応した形態へ変態し、体制は著しく変化することがある。
多くの場合、第一触角が頭胸部長より短いこと、第二触角が単枝型であることで区別できる。
大抵、脚は5対。第1-4脚は二枝型であるが、第5脚は単枝型である。第一腹節には1個、または1対の卵嚢が付属する。

## 下位分類
4亜目で構成され、WoRMS（2020.7.4 閲覧）では95科、694属、4223種が登録されている。
- キクロピシナ亜目（Cyclopicinida）1科1属3種
- キクロプス亜目（Cyclopida）11科128属1336種
- エルガシルス亜目（Ergasilida）68科456属2427種
- オイトナ亜目（Oithonida）15科109属447種

ほか、分類不明10種
キクロプス亜目は淡水に生息し、ほかは海水ないし汽水に生息する。エルガシルス亜目は寄生性の種が多い。イカリムシはキクロプス亜目に分類される。以前、ポエキロストム目（Poecilostomatoida）に分類されていた種は、エルガシルス亜目（標準和名ニセエラジラミ亜目）へ移された。ポエキロストム目は解体された。「ケンミジンコ」という名で知られる種はキクロプス亜目のほとんど、オイトナ亜目の一部である。総称としてのいわゆる「ケンミジンコ類」はケンミジンコ科（Cyclopidae）に分類され、ケンミジンコCyclops strennusや近縁種のオナガケンミジンコCyclops kikuchiiなどが属する。両者とも陸水の止水域に生息する。同様に「ケンミジンコ」の和名がある陸水域のカイアシ類としてヒゲナガケンミジンコ類があるが、これは本目ではなくカラヌス目（ヒゲナガケンミジンコ目）に分類される。